# Brazylia na zimowych igrzyskach olimpijskich
Brazylia na zimowych igrzyskach olimpijskich – występy reprezentacji Brazylii na zimowych igrzyskach olimpijskich.
Brazylia startuje w zimowych edycjach od igrzysk w Albertville w 1992 roku. Do 2022 roku wystąpili we wszystkich kolejnych edycjach zimowych igrzysk olimpijskich. W debiucie olimpijskim w 1992 roku Brazylię reprezentowało siedmioro narciarzy alpejskich, spośród których najlepszy rezultat uzyskała Evelyn Schuler, zajmując 40. miejsce w slalomie gigancie. Jak na razie reprezentacja Brazylii nie zdobyła ani jednego medalu zimowych igrzysk olimpijskich. Najlepszym miejscem osiągniętym przez brazylijskich olimpijczyków było 9. miejsce osiągnięte przez Isabel Clark w snowboard crossie podczas igrzysk w Pjongczangu w 2018 roku.
W ośmiu startach olimpijskich Brazylijczycy zaprezentowali się w ośmiu dyscyplinach sportowych – w biathlonie, biegach narciarskich, bobslejach, łyżwiarstwie figurowym, narciarstwie alpejskim, narciarstwie dowolnym, saneczkarstwie i snowboardingu. Najliczniej reprezentowani byli w bobslejach i narciarstwie alpejskim.
Najliczniejsza reprezentacja Brazylii wystąpiła na igrzyskach w Soczi w 2014 roku, kiedy to liczyła trzynaścioro sportowców – sześciu mężczyzn i siedem kobiet, którzy zaprezentowali się w siedmiu dyscyplinach.

## Występy na poszczególnych igrzyskach
| Igrzyska            | Rozmiar reprezentacji | Rozmiar reprezentacji | Rozmiar reprezentacji | Rozmiar reprezentacji | Zdobyte medale | Zdobyte medale | Zdobyte medale | Zdobyte medale | Źr.    |
| Igrzyska            | Mężczyźni             | Kobiety               | Razem                 | Dyscypliny            | Złote          | Srebrne        | Brązowe        | Razem          | Źr.    |
| ------------------- | --------------------- | --------------------- | --------------------- | --------------------- | -------------- | -------------- | -------------- | -------------- | ------ |
| Albertville 1992    | 6                     | 1                     | 7                     | 1                     | –              | –              | –              | –              | [ 7 ]  |
| Lillehammer 1994    | 1                     | –                     | 1                     | 1                     | –              | –              | –              | –              | [ 8 ]  |
| Nagano 1998         | 1                     | –                     | 1                     | 1                     | –              | –              | –              | –              | [ 9 ]  |
| Salt Lake City 2002 | 8                     | 2                     | 10                    | 4                     | –              | –              | –              | –              | [ 10 ] |
| Turyn 2006          | 6                     | 3                     | 9                     | 4                     | –              | –              | –              | –              | [ 11 ] |
| Vancouver 2010      | 2                     | 3                     | 5                     | 3                     | –              | –              | –              | –              | [ 12 ] |
| Soczi 2014          | 6                     | 7                     | 13                    | 7                     | –              | –              | –              | –              | [ 13 ] |
| Pjongczang 2018     | 6                     | 2                     | 8                     | 5                     | –              | –              | –              | –              | [ 2 ]  |
| Pekin 2022          | 6                     | 4                     | 10                    | 5                     | –              | –              | –              | –              | [ 14 ] |